# مقاطعة ليش
مقاطعة ليش هي إحدى مقاطعات أيرلندا الستة والعشرين.

## أعلام
- مايك كليري
- توماس كيلي
- كيرن فيلان
- شون فلمنج
- هيو إيمرسون
- كورنيليا أدير

## روابط إضافية
- Official website of Laois County Council